# Diederik Simon
Diederik Simon (ur. 10 kwietnia 1970 w Bloemendaal) – holenderski wioślarz, reprezentant Holandii w wioślarskiej ósemce podczas Letnich Igrzysk Olimpijskich w Pekinie.

## Osiągnięcia
- Mistrzostwa Świata – Tampere 1995 – dwójka bez sternika – 8. miejsce[1].
- Igrzyska Olimpijskie – Atlanta 1996 – ósemka – 1. miejsce[1].
- Mistrzostwa Świata – Aiguebelette-le-Lac 1997 – czwórka podwójna – 7. miejsce[1].
- Mistrzostwa Świata – Kolonia 1998 – czwórka podwójna – 8. miejsce[1].
- Mistrzostwa Świata – St. Catharines 1999 – czwórka podwójna – 4. miejsce[1].
- Igrzyska Olimpijskie – Sydney 2000 – czwórka podwójna – 2. miejsce[1].
- Mistrzostwa Świata – Lucerna 2001 – czwórka podwójna – 2. miejsce[1].
- Mistrzostwa Świata – Sewilla 2002 – czwórka bez sternika – 5. miejsce[1].
- Mistrzostwa Świata – Mediolan 2003 – czwórka podwójna – 12. miejsce[1].
- Igrzyska Olimpijskie – Ateny 2004 – ósemka – 2. miejsce[1].
- Mistrzostwa Świata – Monachium 2007 – ósemka – 10. miejsce[1].
- Igrzyska Olimpijskie – Pekin 2008 – ósemka – 4. miejsce[1].
- Mistrzostwa Świata – Poznań 2009 – ósemka – 3. miejsce[1].
- Mistrzostwa Europy – Montemor-o-Velho 2010 – ósemka – 4. miejsce[1].